# Стефан Цвайг
Стефан Цвайг (на немски: Stefan Zweig, Щефан Цвайг) е австрийски писател, преводач и пацифист. Той е сред първомайсторите на австрийската психологическа новела. Спечелва си световна слава като есеист и автор на културно-исторически биографични творби.
Един от най-известните немскоезични писатели на своето време, той завоюва широка популярност със своите психологически новели, като „Гореща тайна“ (1911), „Страх“, „Писмо от една непозната“ и „Амок“. Наред с тях той създава и впечатляващи литературни биографии, сред които „Магелан. Човекът и неговото дело“ и „Триумфът и трагедията на Еразъм Ротердамски“.
Неговият стил се отличава с живост и мелодичност, като произведенията му са силно повлияни от реализма, съчетавайки класически сюжетни елементи с психоаналитични характеристики и разнообразни гледни точки. Чрез този подход Цвайг предоставя на своите читатели достъп до литература, отразяваща съвремието им, без да ги изправя пред сложни модернистични форми. Сред значимите му прозаични произведения се открояват „Шахматната новела“, „Великите часове на човечеството“ и автобиографичната книга „Светът от вчера“.

## Житейски и творчески път

### Ранни години (1881– 1918)
Щефан Самуел Цвайг произхожда от заможно еврейско семейство. Баща му, Мориц Цвайг (1845–1926), е успешен текстилен предприемач, а майка му, Ида Бреттауер (1854–1938), е член на богат търговско-банкерски род с корени в Хоенемс, но е израснала в Анкона, Италия. Цвайг прекарва детството си в комфортна среда, първо на Рингщрасе 14 във Виена, а по-късно на Конкордиаплац 1 и Ратхаусщрасе 17 заедно с брат си Алфред. Семейството му не е религиозно, а самият Цвайг по-късно се определя като „евреин по случайност“.
Завършва Виенската гимназия „Вазагасе“ през 1899 г., след което продължава обучението си по философия във Виенския университет. Още като студент той започва да пише за отдела за изкуства на вестник „Нойе Фрайе Пресе“, ръководен от Теодор Херцел. 
Ранните му литературни изяви включват публикации на стихотворения в списания през 1897 г., а през 1901 г. издава първия си сборник със стихове „Silberne Saiten“ („Сребърни струни“) – импресионистична лирика в стила на френските символисти, повлияна от поезията на Хуго фон Хофманстал и на Райнер Мария Рилке. Малко по-късно, през 1904 г., излиза и първата му новела „Die Liebe der Erika Ewald“ („Любовта на Ерика Евалд“). Същата година той получава докторска степен, след като защитава дисертация върху философията на Иполит Тен при професор Фридрих Йодл във Виена. Постепенно развива свой отличителен литературен стил, съчетаващ внимателна психологическа интерпретация със завладяващо повествование и изящна стилистика.
Освен като автор на разкази и есета, Цвайг работи и като журналист и преводач, представяйки на немскоезичната публика произведения на Пол Верлен, Шарл Бодлер и най-вече Емил Верхарен. Неговите книги се публикуват от издателство „Инзел-Ферлаг“ в Лайпциг, а в сътрудничество с Антон Кипенберг той вдъхновява създаването на Инзел-Бюхерай през 1912 г. – поредица, която бързо печели популярност и продължава да се издава и до днес.
Изглежда, че темата за личния живот на Стефан Цвайг и неговите психологически особености е предмет на различни интерпретации и анализи. Улрих Вайнцирл, в книгата си „Пламенната тайна на Стефан Цвайг“, поставя под въпрос твърденията на Бено Гайгер относно склонността на Цвайг към ексхибиционизъм, като анализира неговите бележки от 1912 г. нататък. Вайнцирл вижда в тези записки индикации за вътрешни конфликти и психодинамични механизми, които вероятно са повлияли на творчеството на писателя.
Цвайг води буржоазен начин на живот и пътува много. През 1904 г. предприема пътувания из Европа, Северна Африка, Азия и Америка, като пребивава по няколко месеца в различни страни – Франция, Англия, Индия, Цейлон, Бирма, Куба, Пуерто Рико, САЩ, Канада и др. Близко приятелство го свързва с Емил Верхарен и Ромен Ролан. По съвет на Валтер Ратенау, през ноември 1908 г. той прекарва пет месеца в посещение на Британска Индия (включително Колката, Варанаси, Гвалиор, Янгон в Бирма) и Британски Цейлон, а през февруари 1911 г. посещава Америка. Тези пътувания го довеждат до контакт с други писатели и художници, с които често поддържа продължителна кореспонденция. Но той ги кани и у дома си. В дневника си за 10 ноември 1912 г. той отбелязва вечеря с Феликс Браун, Франц Теодор Чокор, Виктор Флайшер, Емил Лука и поета-адвокат Хуго Волф. Цвайг е и ентусиазиран и уважаван колекционер на автографи.
При избухването на Първата световна война той е освободен от военни задължения, тъй като е обявен за негоден. Въпреки това, като млад човек по време на война, изпитва неудобство да бъде пасивен наблюдател. За да намери начин да допринесе, без да участва пряко в бойните действия, той се свърза със свой приятел, високопоставен офицер, който му помага да получи позиция в военния архив. Цвайг успява да уреди назначението на Райнер Мария Рилке в отдалеченото военно архивно звено, когато поетът е почти на четиридесет години. По време на войната Цвайг заема пацифистки позиции. 
Писателят изразява скептицизма си относно войната и победата, като от самото начало не вярва, че евентуален триумф би оправдал огромните жертви. Сред приятелите си той остава сам в своето предупреждение срещу войната, докато около него бушува еуфорията на предстоящите битки. Тревожността му го кара да се съмнява дали самият той е луд сред всички тези уверени в успеха си хора, или единствен остава ужасяващо буден сред тяхната заслепеност.
През 1917 г. Цвайг първо е освободен от военна служба, а по-късно напълно уволнен. Това му дава възможност да се премести в Цюрих, където подготвя представлението на трагедията си „Йеремия“ в Щатския театър. В неутрална Швейцария той работи като кореспондент на „Винер Нойе Фрайе Пресе“ и публикува своите хуманистични възгледи в немскоезичния вестник „Пестер Лойд“, като се дистанцира от партийната и властовата политика. Там той пребивава 1,5 г. и в поредица от статии се застъпва за „справедлив мир между народите“.
През 1918 г. в Швейцария се запознава с Ервин Ригер, който по-късно става автор на първата му биография. 
Храни специално приятелство с Алфонс Петцолд, което е документирано от множество кореспонденции в периода от 1911 до 1922 г.

### Залцбург (1919 – 1933)
След края на войната Цвайг се връща в Австрия. По съвпадение той пристига на 24 март 1919 г., в същия ден, в който последният австрийски император Карл I заминава за изгнание в Швейцария. По-късно Цвайг описва тази среща на границата в произведението си „Светът от вчерашния ден“ .
Цвайг отива в Залцбург, където по време на войната през 1917 г. купува запустялия замък Пашингер на Капуцинерберг, за да живее там по-късно. През януари 1920 г. се жени за Фридерике фон Винтерниц, която е разведена с журналиста Феликс Винтерниц и от която има две дъщери.
Под впечатлението на нарастващата инфлация в Германия и Австрия, Цвайг съветва издателя на лайпцигското издателство „Инзел Ферлаг“ Антон Кипенберг да публикува чуждоезична литература на оригинален език като „Orbis Literarum“, което да се състои от поредицата Bibliotheca Mundi, Libri Librorum и поредицата Pandora. Въпреки това и трите серии не постигат значително очакваните продажби и са изоставени само след няколко години.
Като убеден интелектуалец Стефан Цвайг категорично се противопоставя на национализма и реваншизма и пропагандира идеята за духовно обединена Европа. През 20-те години на миналия век той пише много: разкази, драми, новели. Сборникът с исторически моменти, „Звездни часове на човечеството“ от 1927 г., остава една от най-успешните му книги и до днес.
През 1928 г. пътува до Съветския съюз, където книгите му са публикувани на руски език по инициатива на Максим Горки, с когото той си кореспондира. Той посвещава книгата си от 1931 г. „Изцелението на духа“ на Алберт Айнщайн. Цвайг е близък приятел на Йозеф Рот и също го подкрепя финансово.

### Изгнание в Лондон (1934 – 1942)
След възхода на националсоциализма в Германия през 1933 г., влиянието му започва да се усеща и в Австрия, включително чрез терористични атаки и демонстрации. Християнсоциалистите се противопоставят на националсоциалистите, като забраняват НСДАП след нападение с ръчна граната срещу военни гимнастици. Преди това те вече са премахнали демокрацията и потушили работническо въстание, за да елиминират социалдемократите. Цвайг възприема заплахата от националсоциализма изключително сериозно, особено от позицията си в Залцбург, който се намира в непосредствена близост до резиденцията на Адолф Хитлер в Оберзалцберг. Той вижда тези събития като предвестник на много по-мащабни интервенции.
На 18 февруари 1934 г., малко след февруарското въстание на социалдемократите, полицията претърсва дома на Цвайг по сигнал, че там се укриват оръжия на Републиканската защитна лига. Макар че обискът е извършен формално, Цвайг е силно разтърсен от случилото се. Два дни по-късно той напуска Австрия и заминава за Лондон, където започва нов етап от живота си в изгнание.
След възхода на националсоциализма в Германия през 1933 г., книгите на Цвайг вече не могат да бъдат публикувани от Инзел Ферлаг, а вместо това излизали чрез Херберт Рахнер Ферлаг във Виена, където той работи като литературен съветник. Въпреки ограниченията контактите му с Германия не са напълно прекъснати.
През март 1933 г. по кината излиза филмовата адаптация на неговата новела „Гореща тайна“, но заглавието предизвиква подигравки заради пожара в Райхстага, което води до забраната на филма. По същото време Цвайг пише либретото за операта „Мълчаливата жена“ на Рихард Щраус, която първоначално е изпълнена в Дрезденската опера с личното разрешение на Хитлер, но впоследствие е отменена заради еврейския произход на автора.
През втората половина на 30-те години писателят е канен в редица държави, за да изнася лекции или за премиери на негови произведения – Португалия, Бразилия, Аржентина, САЩ. 
След Аншлуса на Австрия през 1938 г. книгите му са забранени в Германия и на територията на вече бившата Австрия.  Неговите немски произведения са отпечатани в Швеция и той остава един от най-четените автори на своето време в международен план.
След бягството си от Залцбург през 1934 г. Цвайг постепенно се дистанцира от първата си съпруга Фридерике, но официално се развежда с нея едва през ноември 1938 г. в Лондон. По това време той вече има връзка със своята секретарка Шарлот Алтман (1908–1942), която произхожда от еврейско семейство на фабриканти. През 1939 г. Цвайг се жени за Шарлот, която го придружава в пътуванията му и остава до него до края на живота му. Въпреки това, той никога не прекъсва връзката си с Фридерике – те продължават да си пишат писма и дори се срещат няколко пъти до смъртта му.
Преди началото на Втората световна война Стефан Цвайг подава молба за британско гражданство и през юли 1939 г. се премества със съпругата си в Бат, където купуват къща на Роузмаунт, ъгълът на Линкомб Хил. Там той започва работа върху биографията на Оноре дьо Балзак.
След смъртта на Зигмунд Фройд през септември 1939 г. Цвайг произнася прощална реч на погребалната служба в крематориума „Голдърс Грийн“ в Лондон, която по-късно е публикувана под заглавието „Думи пред ковчега на Зигмунд Фройд“
Преди да получи британско гражданство през 1940 г., той е класифициран като „вражески чужденец“, което го задължава да се явява редовно в полицията и да получава разрешение за пътуване. След като получава британски паспорт, Цвайг пътува през Ню Йорк, Аржентина и Парагвай, преди да се установи в Бразилия през 1940 г. Според биографа Алберто Динес, Цвайг получава постоянна виза за Бразилия въпреки антисемитизма по време на диктатурата на Жетулио Варгас, тъй като обещава да напише книга в подкрепа на страната. Тази монография, „Бразилия: Страна на бъдещето“, е публикувана през 1941 г. В бразилския град Петрополис писателят написва последната си творба – „Шахматна новела“.

### Смърт
В нощта на 22 срещу 23 февруари 1942 г. Стефан Цвайг се самоубива в Петрополис, в планините, на около 50 километра североизточно от Рио де Жанейро, с предозиране на сънотворното Веронал. Той страда от депресия от години, а отчаянието му от разрушаването на европейската култура по време на Втората световна война вероятно допринася за решението му.  В смъртния му акт е посочен часът на смъртта - 23 февруари 1942 г. в 12:30 ч. и причината за смъртта като „приемане на отрова – самоубийство“.  Съпругата му също се самоубива Цвайг. Домакинките ги намират и двамата в леглото им около 16 часа: той легнал по гръб със скръстени ръце, тя се е облегнала на неговата страна. Техният акт на самоубийство е внимателно планиран и съпроводен с писма до близки и приятели, в които Цвайг изразява своето убеждение, че не може да понесе загубата на света, който познава.

## Признание
Своята житейска и творческа мисия Стефан Цвайг съзира в това да изгражда културни мостове между народите, за да се обедини Европа от „една огромна обща духовна енергия, която да превъзмогне противоречията и политическите сблъсъци“. Или – с думите на Цвайг, казани за Еразъм: „За един човек с нравствено чувство собственото му съществуване винаги би изглеждало празно и незначително без утешителната мисъл и окрилящата илюзия, че и той като отделна единица може със стремежите и дейността си да допринесе нещо за общото нравствено усъвършенстване на света.“
В чест на писателя град Залцбург учредява през 1992 г. литературната награда „Стефан Цвайг“.

## Избрана библиография

### Биографични романи
- Joseph Fouché. Bildnis eines politischen Menschen (1929)
Фуше, изд. „Прометей“, София (1946), прев. Невяна Розева
Жозеф Фуше, изд. „Народна култура“, София (1971 – заедно с „Еразъм“ и „Магелан“, 1981); УИ „Св. Климент Охридски“, София (2016); изд. „Рива“, София (2022), прев. Димитър Стоевски
- Marie Antoinette. Bildnis eines mittleren Charakters (1932)
Мария Антоанета, изд. „Прометей“, София (1947), прев. Невяна Розева
Мария Антоанета, в: Избрани творби в пет тома, т. 2, изд. „Народна култура“, София (1987); изд. „Хермес 7“, София (1992), прев. Ива Илиева
Мария Антоанета: портрет на един посредствен характер, изд. „Enthusiast“, София (2013), прев. Ива Иванова
- Triumph und Tragik des Erasmus von Rotterdam (1934)
Еразъм Ротердамски, изд. „Народна култура“, София (1968, 1971 – заедно с „Магелан“ и „Фуше“, 1980, 1987 – в: Избрани творби в пет тома, т. 3); Триумфът и трагедията на Еразъм Ротердамски, изд. „Захарий Стоянов“, София (2020), прев. Страшимир Джамджиев
- Maria Stuart (1935)
Мария Стюарт, Държ. стоп. граф. предприятие, София (1948); изд. „Народна култура“, София (1957); изд. на ОФ, София (1983); изд. „Колибри“, София (2013), прев. Димитър Стоевски
- Castellio gegen Calvin oder. Ein Gewissen gegen die Gewalt (1936)
Кастело срещу Калвин. Една съвест срещу насилието, в: Избрани творби в пет тома, т. 3, изд. „Народна култура“, София (1987)
- Magellan. Der Mann und seine Tat (1938)
Магелан. Човекът и неговото дело, изд. „Бисер“, София (1946); изд. „Наука и изкуство“, София (1966); изд. „Народна култура“, София (1971) – заедно с „Еразъм“ и „Фуше“; изд. „Г. Бакалов“, Варна (1979); изд. „Колибри“, София (2021), прев. Асен Разцветников
- Amerigo. Die Geschichte eines historischen Irrtums (1944) (посмъртно)
Америго Веспучи: Комедия от грешки в историята, изд. „М. Г. Смрикаров“, София (1946), прев. Желез Цветинов
Америго. Повест за една историческа грешка, изд. „Наука и изкуство“, София (1984), прев. Нона Тонева-Радева
- Balzac. Roman seines Lebens (1946) (посмъртно)
Романът на един живот: Балзак, изд. „Славчо Атанасов“, София (1947); изд. „Народна култура“, София (1960), прев. Димитър Стоевски

### Други романи
- Ungeduld des Herzens. Roman (1939)
Нетърпеливо сърце, в: Избрани творби в пет тома, т. 2, изд. „Народна култура“, София (1987); изд. „Tandem-G“, София (1992); изд. „Колибри“, София (2007), прев. Ива Иванова
- Clarissa. Ein Romanentwurf (1981) (посмъртно)
Клариса, изд. „ЕА“, Плевен (2001), прев. Елисавета Кузманова
- Rausch der Verwandlung. Roman (1982) (посмъртно)
В омаята на преображението, изд. „Хр. Г. Данов“, Пловдив (1971, 1987); Опиянението на промяната, изд. „Унискорп“, София (2024), Опиянението от промяната, изд. „Унискорп“, София (2006), прев. Елена Матушева-Попова